# 道後町

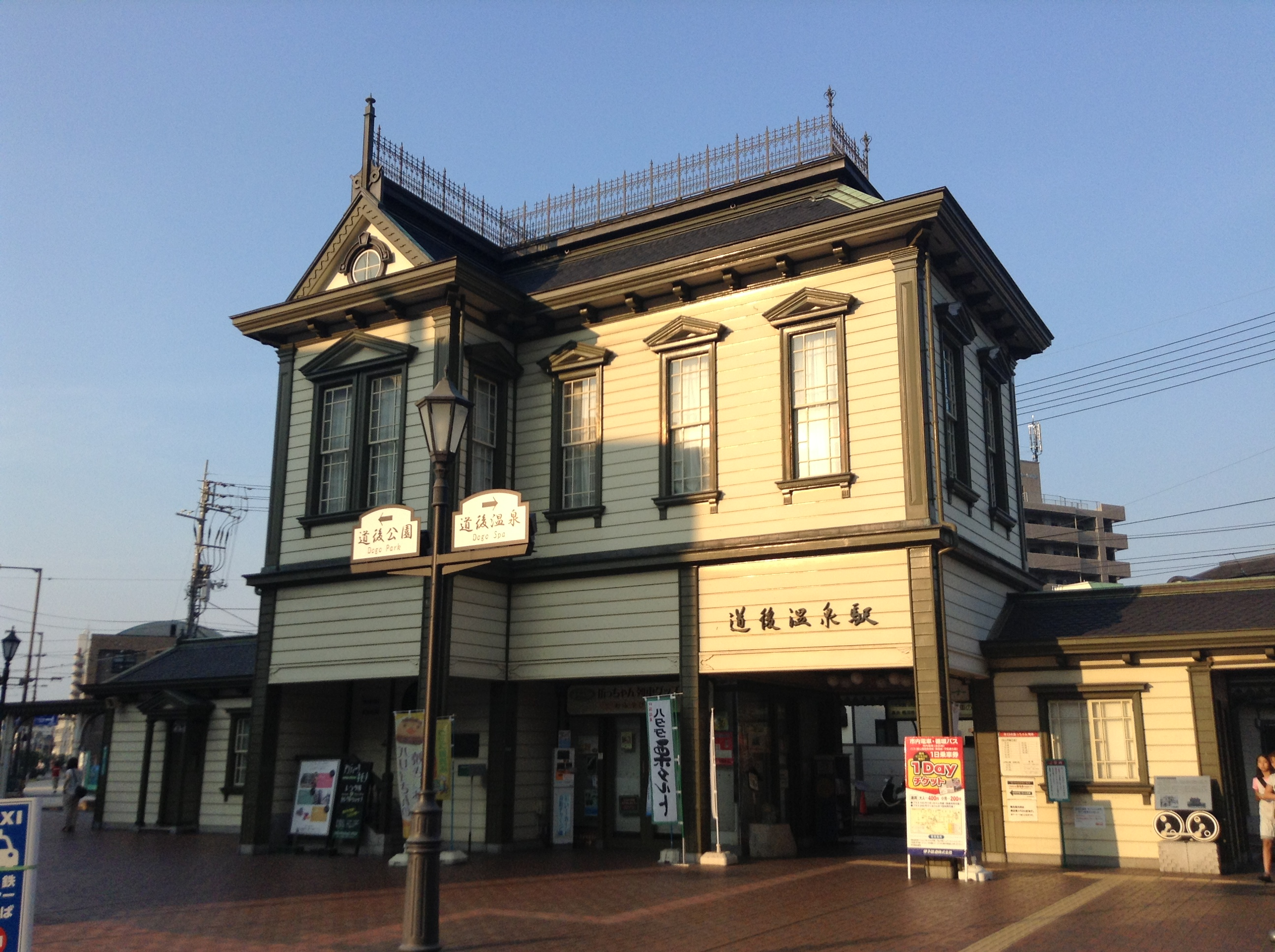
道後温泉駅

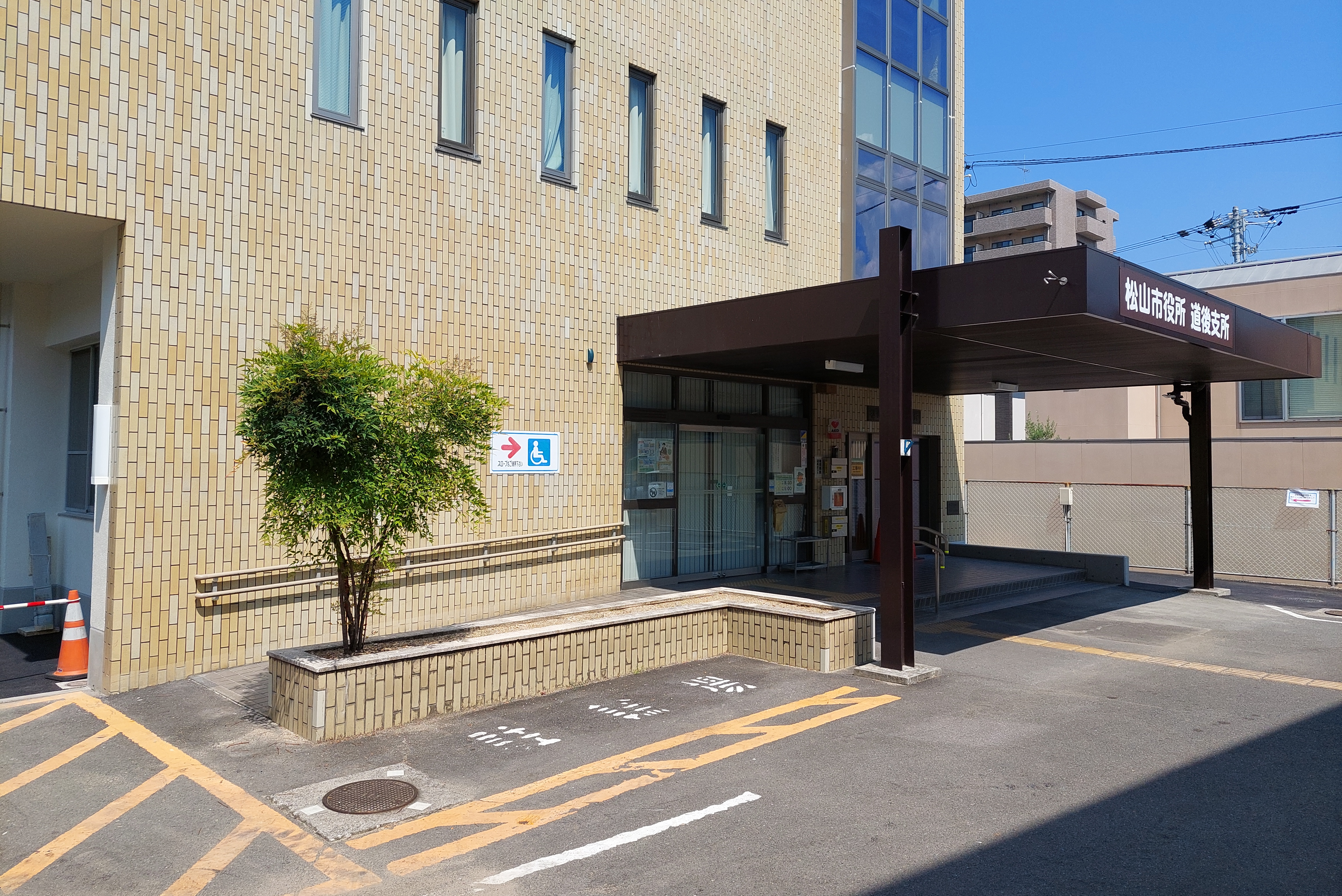
松山市役所道後支所

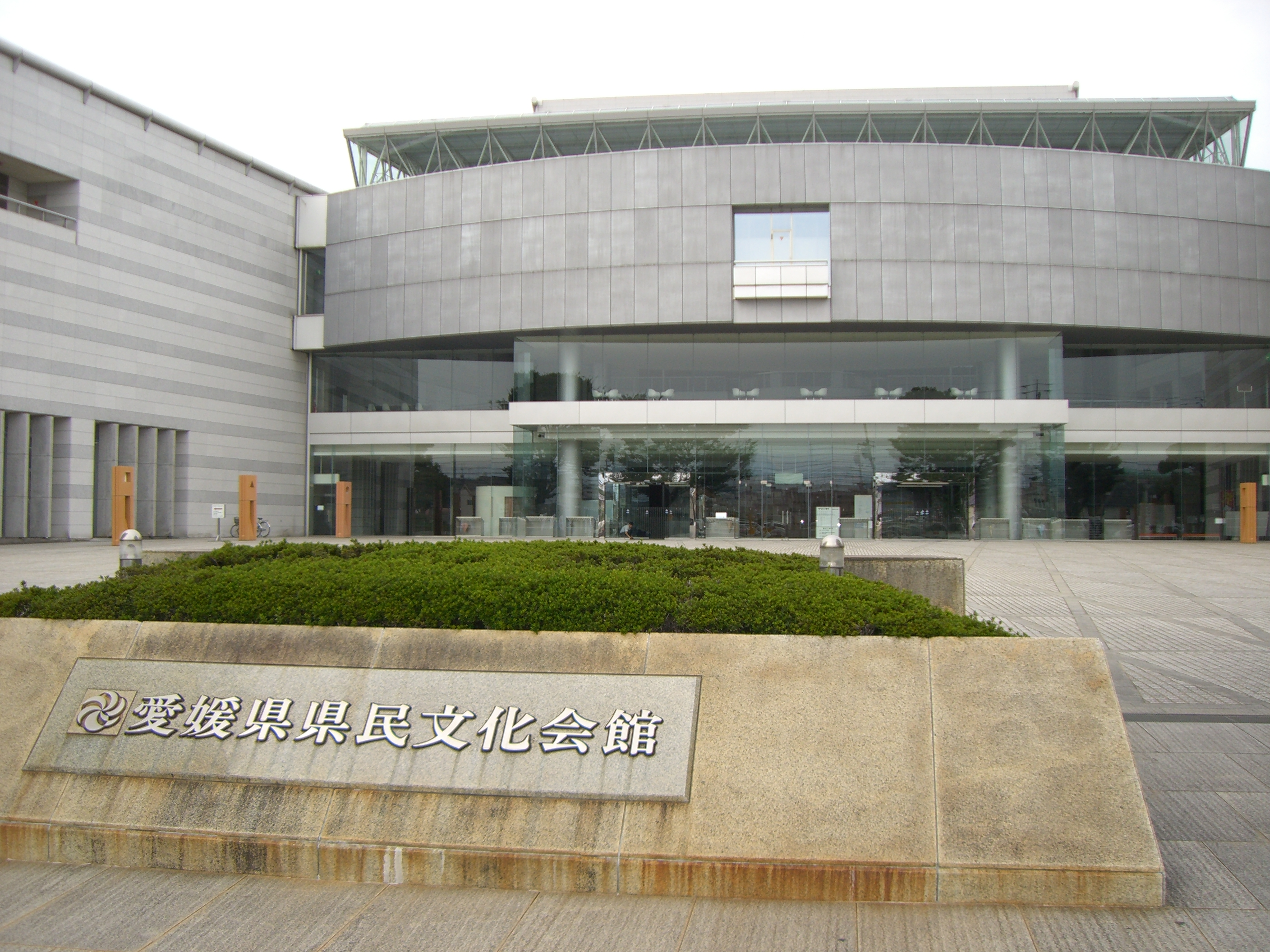
愛媛県県民文化会館

道後町（どうごまち）は愛媛県松山市の地名。現行行政地名は道後一丁目から二丁目。2012年1月1日現在の人口は1,121人、世帯数は587世帯。郵便番号は790-0843。

## 地理
松山市東部に位置する。
道後湯之町、道後喜多町、道後今市、道後一万、南町、岩崎町、道後公園と接している。

## 校区
市立の小・中学校に通う場合、道後小学校、道後中学校の学区となる。

## 交通
伊予鉄道城南線の道後温泉駅、道後公園停留場が町内にある。

## 施設
- 駅　道後温泉駅
- 電停　道後公園停留場
- 交番　松山東警察署道後交番
- 公共施設　愛媛県民文化会館、松山市役所道後支所
- 商業施設　フジ道後店